# Alcara Li Fusi
Alcara Li Fusi è un comune italiano di 1 595 abitanti della città metropolitana di Messina in Sicilia.
Si trova nel parco dei Nebrodi.

## Geografia fisica

### Territorio
Il paese si trova a 398 m s.l.m. sulle pendici dei Nebrodi, che si estendono dalle cime del monte Crasto (circa 1.300 m s.l.m.) a nord est, all'altopiano di Miraglia, con il monte Soro (1.847 m s.l.m.).
Il territorio è ricco di corsi d'acqua; in particolare è percorso dal fiume Rosmarino, una fiumara che ha inciso una profonda valle che divide in due parti distinte e ben diverse il territorio comunale e dai suoi affluenti di destra e di sinistra. Il centro abitato si trova sulla riva destra sottostante a grandiosi rilievi rocciosi di origine calcarea. Il versante sinistro del Rosmarino è invece costituito da rilievi ricchi di vegetazione che arrivano al crinale dei monti Nebrodi ed alla vetta del monte Soro (1847 m s.l.m.)

## Storia

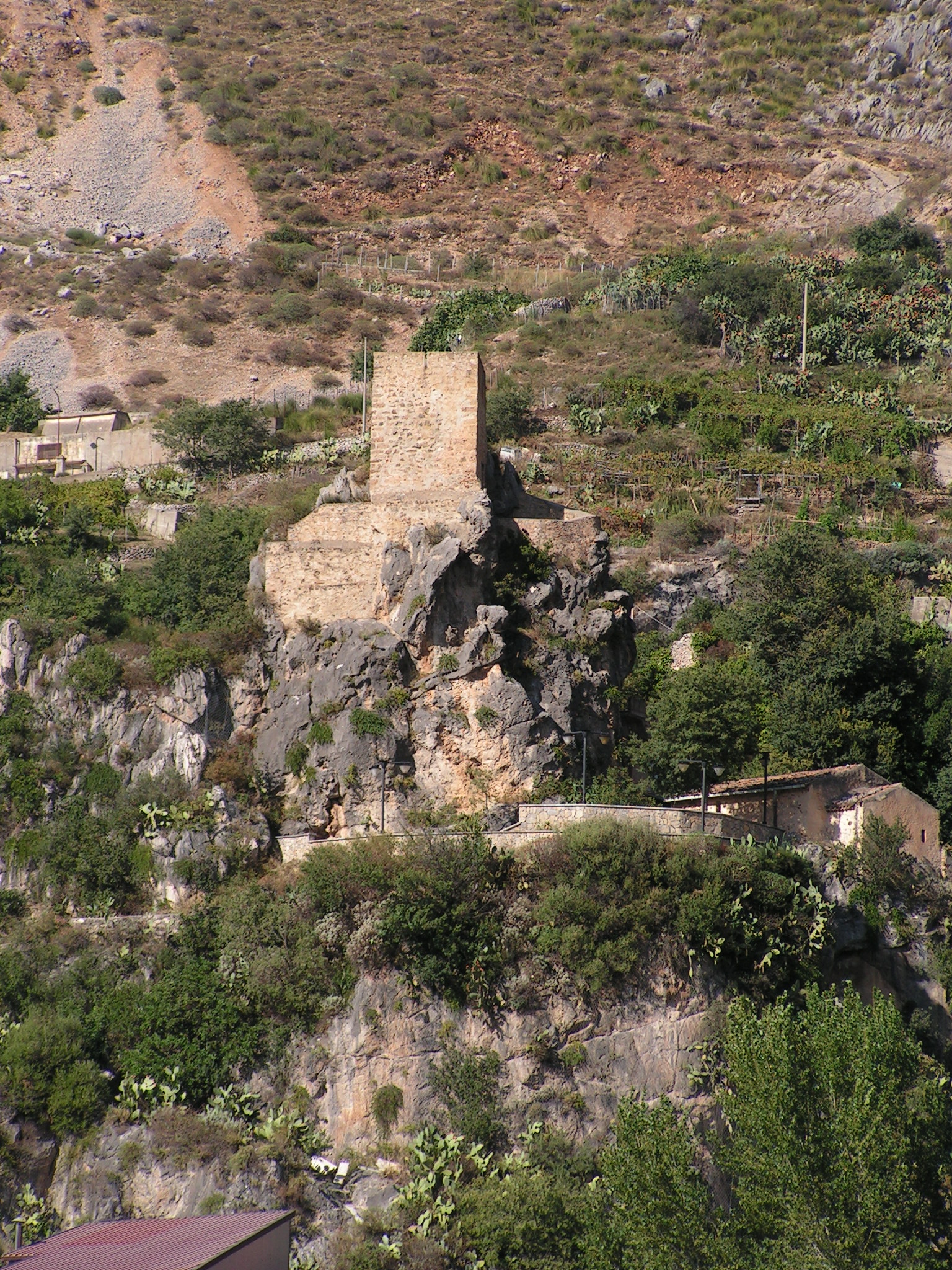
Torretta del vecchio Castello Turiano

### Le origini
Una leggenda riportata dagli eruditi dei secoli scorsi, ma senza alcun riferimento nella tradizione popolare, narra della fondazione del paese da parte di Patrone, un greco della città di Turio, in Magna Grecia (detto dunque Turiano) al seguito di Enea, che l'avrebbe raggiunta dopo essere sbarcato sulla costa con alcuni compagni. In realtà non risulta nessuna evidenza storica che possa collegare Alcara con Turio ovvero identificare Alcara con la città greco-romana di Turiano documentata nelle fonti, a parte la denominazione di "Castel Turio" dei resti di una fortificazione che domina il paese.
Ugualmente senza alcuna evidenza storica l'identificazione di Alcara con la città spartana di Demenna che comunque potrebbe ragionevolmente essere localizzata nell'area compresa tra San Marco d'Alunzio e Alcara.
Controversa anche la localizzazione della città greca di Crasto (Krastos) che secondo i vari storici locali oscilla dalla Sicilia Occidentale, Meridionale e Orientale, ma che non dovrebbe discostarsi troppo dall'area tra Agrigento e Imera, nonostante la presenza dei rilievi rocciosi del "Crasto" poco sopra l'abitato di Alcara.
Secondo la vulgata locale, che assume come fonti eruditi del XVI, XVII e XVIII secolo, l'abitato avrebbe avuto origine in seguito alla distruzione dell'855 ad opera dei Saraceni di Crasto e Démena, a seguito della quale una parte degli abitanti si trasferì in un'area più a valle. La stessa versione viene data, spostando di poco la posizione delle due mitiche città, anche per altri centri dei Nebrodi (per esempio per Demenna).
L'improbabilità dell'identificazione con Krastos e la controversa localizzazione di Demenna, non esclude che l'attuale abitato sia nato dal progressivo abbandono di insediamenti posti più a monte come del resto è comune in molte aree appenniniche.
A questa conclusione potrebbero portare per esempio i resti di antropizzazione presenti fino a pochi anni fa proprio in località Crasto.

### Il Medioevo
L'insediamento prese probabilmente, dai Saraceni, il nome arabo di Akaret (con il significato di "fortezza"). Non sembra improbabile che gli arabi dopo la difficile conquista di questa zona dei Nebrodi, (una delle ultime conquistate, dopo quasi un secolo dallo sbarco nell'isola) abbiano previsto una rete di fortificazioni di controllo del territorio.
Comunque il primo vero riferimento storico dell'esistenza di Alcara è dato da un documento del 1096, un diploma del Conte Ruggero, redatto in lingua greca che indica Alcara, come possesso del vescovo di Messina e che così recita:
"…diedi anche il castello di Alcara, presso Demenna, con i suoi possedimenti…"
Il periodo normanno dovette essere quello più importante per l'insediamento e dovrebbe essere meglio studiato. Da notare che il quartiere più vecchio del paese, sorto ai piedi del castel Turio (oggi una torre su di uno sperone roccioso, malamente ricostruita di recente su un rudere preesistente) prende il nome di Motta che è da riferirsi al modello tipico delle fortificazioni normanne e francesi che prevedevano una torre detta donjon (mastio) circondato da una cinta muraria detta motte. 
È quindi probabile che a dare una struttura urbana ad un insediamento forse, precedentemente, di carattere sparso fu proprio il periodo normanno.
Tuttavia non sembra possibile, al momento, ricostruire l'andamento delle mura della "Motta" se non per brevi tratti.
Nel 1359 sotto il regno di Federico IV d'Aragona la fortificazione e i possedimenti sono assegnati a Vinciguerra d'Aragona.

### Età moderna
Il nome divenne in seguito "Alcara Valdemone", per la sua appartenenza alla suddivisione amministrativa del Val Demone, anche se sono documentate nel tempo, versioni diverse del nome come "L'Alcara", "Arcara", "L'Arcara".
Nel XV secolo è attestata una comunità ebraica, probabilmente più antica e particolarmente consistente in questa zona dei Nebrodi, confermando che ad Alcara erano centro di scambi commerciali ed economici. La comunità sarà scomparsa o quasi nel XVII secolo con l'espulsione dalla Sicilia di tutti gli ebrei non convertiti.
Nel 1812, con l'abolizione delle circoscrizioni che aveva fino ad allora diviso la Sicilia (Val di Noto, Val di Mazara e Val Demone), prese il nome di Alcara "Li Fusi" in quanto centro di produzione dei fusi adoperati per la filatura. Sono attestate nell'Ottocento delle varianti come "Alcara de fusa", "Alcara dei fusi", "Alcara de li fusi" e "Alcara delle Fusa". Tale denominazione fu dovuta alla necessità di distinguere questo centro abitato da un'altra "Alcara" o "L'Alcara" che per gli stessi motivi prese il nome di Lercara Friddi.
Il 17 maggio 1860, Alcara fu interessata da una rivolta contadina che anticipò quella simile e più famosa di Bronte (e ad altre avvenute in vari centri della Sicilia nord-orientale, come Caronia e Francavilla). I braccianti esasperati da condizioni di vita disperate, nutrendo aspettative di riscatto e giustizia sociale per la notizia dell'imminente arrivo dei garibaldini, assaltarono il "casino dei nobili" trucidando con falci e coltelli numerose persone fra membri dell’alta borghesia o della nobiltà locale come l’esattore Don Vincenzo Artino e il figlio di 13 anni Don Pasquale, il sindaco e notaio Don Giuseppe Bartoli con il figlio Don Ignazio e il nipote Don Salvatore. Furono uccisi anche Don Luigi Lanza, Don Salvatore Lanza e Don Francesco Lanza. In seguito fu raccolto da Donna Teresa Artino moglie di Don Ignazio Bartolo e nipote di Don Vincenzo Artino, in un manoscritto un elenco dei testimoni contro i congiurati affinché il giudice della Commissione Speciale prendesse in considerazione anche il contributo dato da Don Manfredi Bartolo, Adorno e Cozzo affinché la congiura si realizzasse, grazie a questo manoscritto sono state ritrovate molte testimonianze riguardanti la rivolta.
I garibaldini, sopraggiunti e comandati dal colonnello Giovanni Interdonato , , imprigionarono alcuni dei rivoltosi che, dopo un rapido processo da parte della Commissione Speciale, furono giustiziati in 26 e ad altri comminate pene detentive .
L'episodio è al centro del capolavoro Il sorriso dell'ignoto marinaio, opera dello scrittore Vincenzo Consolo, e si presta al dibattito sul carattere più o meno popolare del Risorgimento e sui rapporti tra gli avvenimenti storici e la realtà degli strati più bassi della popolazione meridionale.

### Simboli
(D.P.R. 21 dicembre 1988)
Il gonfalone è un drappo partito di giallo e di rosso.

## Monumenti e luoghi d'interesse

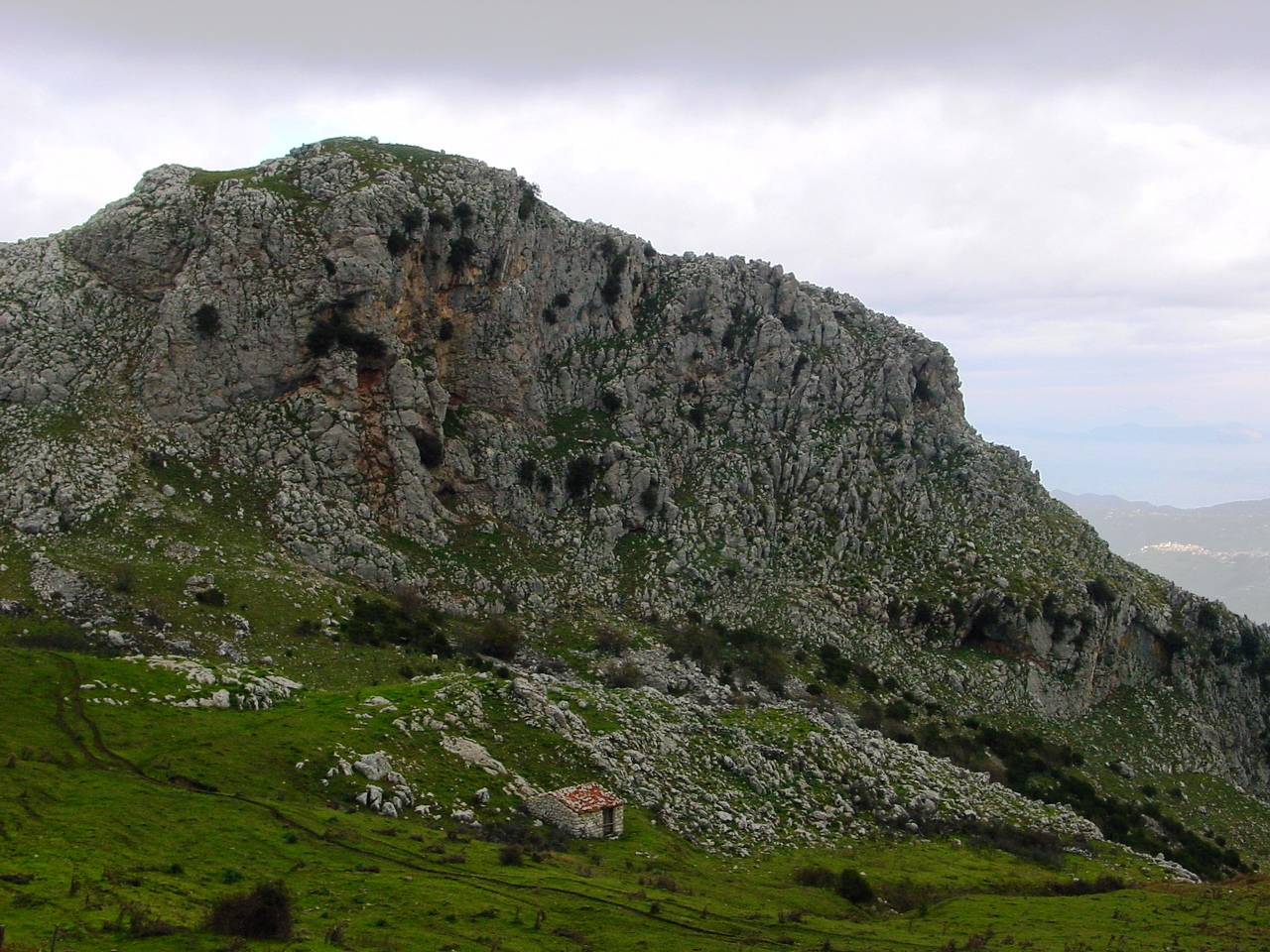
Le Rocche del Crasto

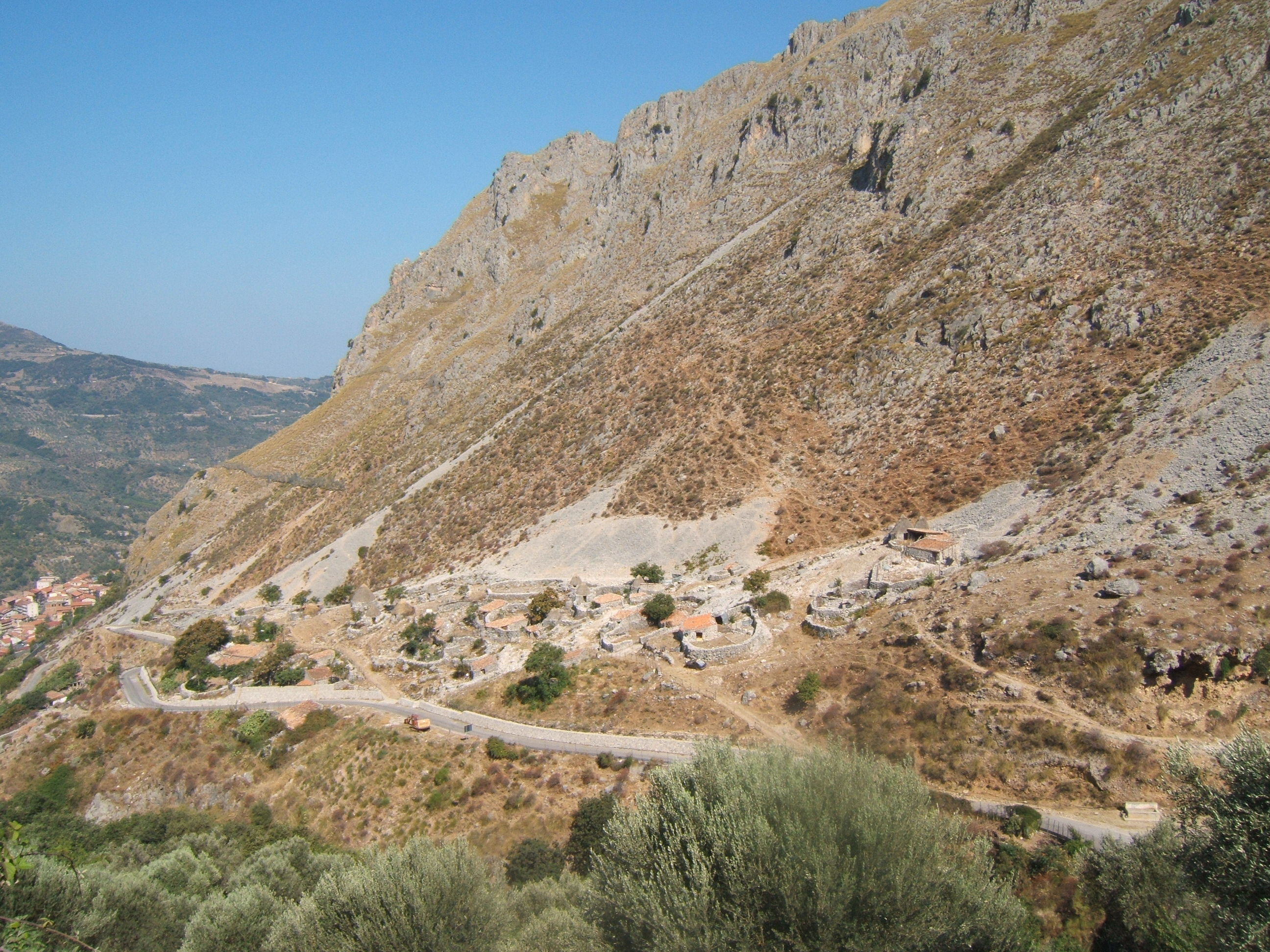
Insediamento di pastori, con costruzioni in pietra a secco, in località "Stidda", ovvero Stella, a nord dell'abitato di Alcara, sui monti Nebrodi

### Architetture religiose
Il convento dei Cappuccini con l'annessa chiesa di sant'Elia fu fondato nel 1574. Sorse su di un'area che allora era un quarto di miglia fuori dalle mura del paese e fu completato definitivamente nel 1624.
Il complesso era composto oltre che dalla chiesa, dagli spazi per la vita monastica dei quali non rimane traccia.
Dopo la soppressione del complesso edilizio divenne un bene pubblico, ma subì un rapido degrado, fino alle distruzioni novecentesche che hanno cancellato ogni traccia del convento sostituito da edifici residenziali e dalla cosiddetta "Villa comunale".
- Duomo di Santa Maria Assunta
- Monastero di Santa Maria del Rogato
- Monastero di San Barbaro di Demenna
- Convento della Badia
- Chiesa del Rosario
- Chiesa di San Pantaleone

### Altro
- Castello Turio, ruderi di maniero esistente già in epoca normanna
- Fontana Abate
- Ponte in pietra sulla fiumara Rosmarino
- Lavatoio

### Aree naturali
- Lago Maulazzo
- Grotta del Lauro
- Krastos o Crasto
- Rocche del Crasto
- Fiumara Rosmarino

## Società

### Evoluzione demografica
Abitanti censiti

### Tradizioni e folclore

#### Festa di San Giovanni Battista

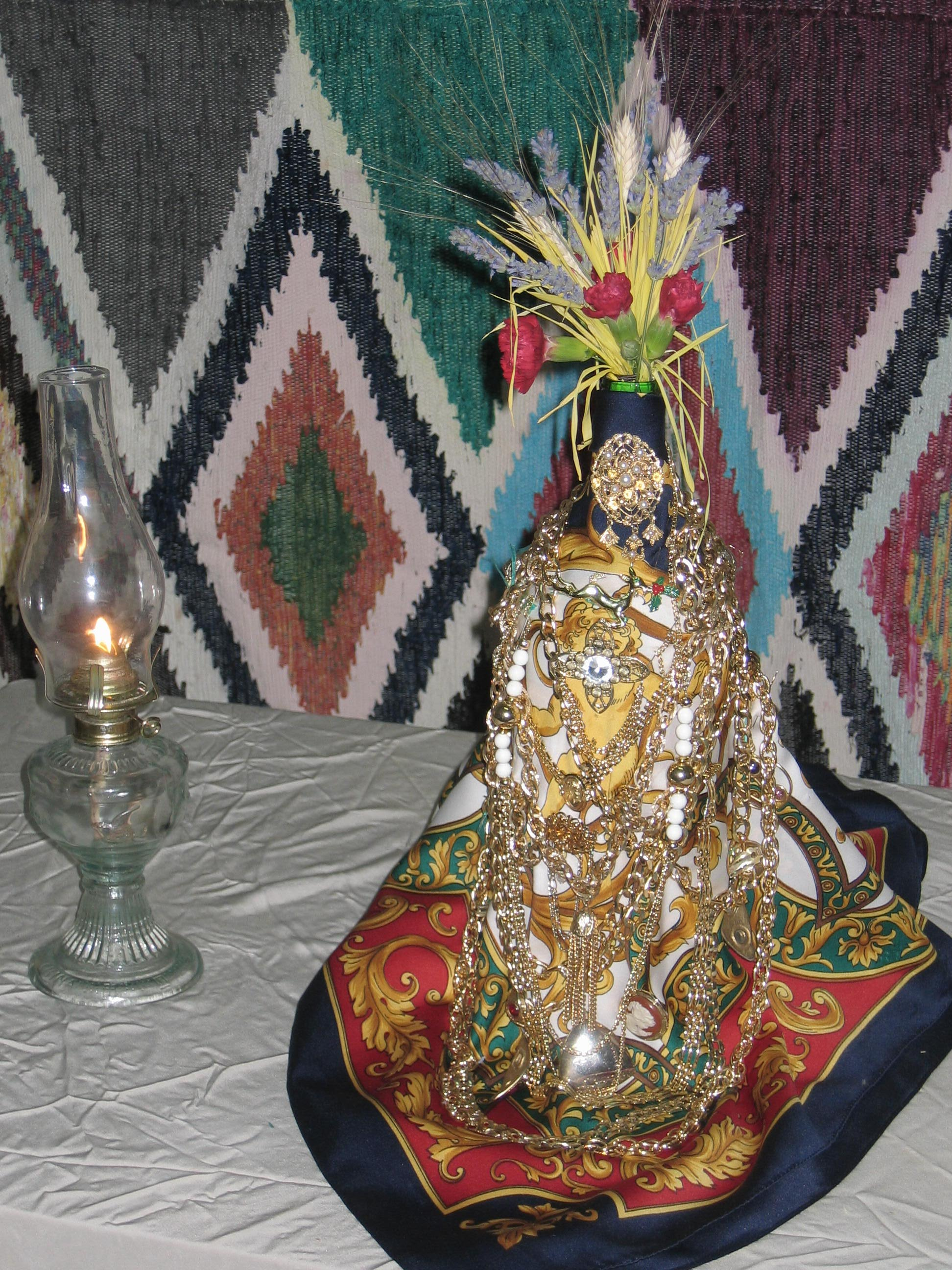
U muzzuni

Il 24 giugno, festività di san Giovanni Battista, si tiene nel paese la festa di "U Muzzuni".
Il termine muzzuni si riferisce alle brocche prive di collo ("mozzate"), ai fasci di grano dopo la raccolta (mazzuna) e alla decapitazione del santo titolare.
La festa, probabilmente, ha un legame più profondo con la sacralità antica del solstizio d'estate più che con la festa di san Giovanni. La ritualità della festa studiata ripetutamente da numerosi studiosi, conserva numerosi elementi pagani, risalenti al culto della dea Demetra e in origine legati al solstizio d'estate (21 giugno).
Al tramonto vengono preparati dalle donne agli angoli delle strade i luoghi di esposizione, decorati con le pizzare, tappeti caratteristici, tessuti a mano. Intorno ad un tavolo vengono collocati i laureddi (steli di grano germogliati in assenza di luce in un piatto). Viene quindi preparato u muzzuni, una brocca priva di collo ornata di stoffa e di decorazioni d'oro, con spighe di orzo e di grano, lavanda, garofani e ancora laureddi, che viene posta sul tavolo nel luogo preparato.
Si intonano quindi canti popolari (chianote e ruggere), duetti che trattano di vita contadina, corteggiamenti scherzosi o amori non corrisposti.
Durante la festa si svolge il rito del "comparatico" che sancisce i rapporti di amicizia, suggellata dalla recita di un canto tradizionale e dallo scambio di confetti (a cunfetta).
chi 'nni ficimu cumpari
 'nzoccu avemu 'nni spartemu
e mai 'nni sciarriamu
cumpari semu e cumpari ristamu
perché ci siamo fatti compari
quello che abbiamo ci dividiamo
e giammai ci bisticciamo
compari siamo e compari restiamo
quando viene la morte ci separiamo.»
(Rito del comparatico)

## Cultura

### Musica
Ad Alcara li Fusi è sopravvissuta, fino a pochi anni fa, una delle ultime tradizioni di musica polivocale della Sicilia con un repertorio di canti tradizionali eseguiti senza l'accompagnamento strumentale ma semplicemente accordando tra di loro le diverse voci dei vari cantori che si accavallano nell'esecuzione. Tali canti coprivano un vasto repertorio ed erano eseguiti in vari occasioni durante l'anno, anche se una rilevanza particolare assumevano quelli eseguiti durante la Settimana Santa.

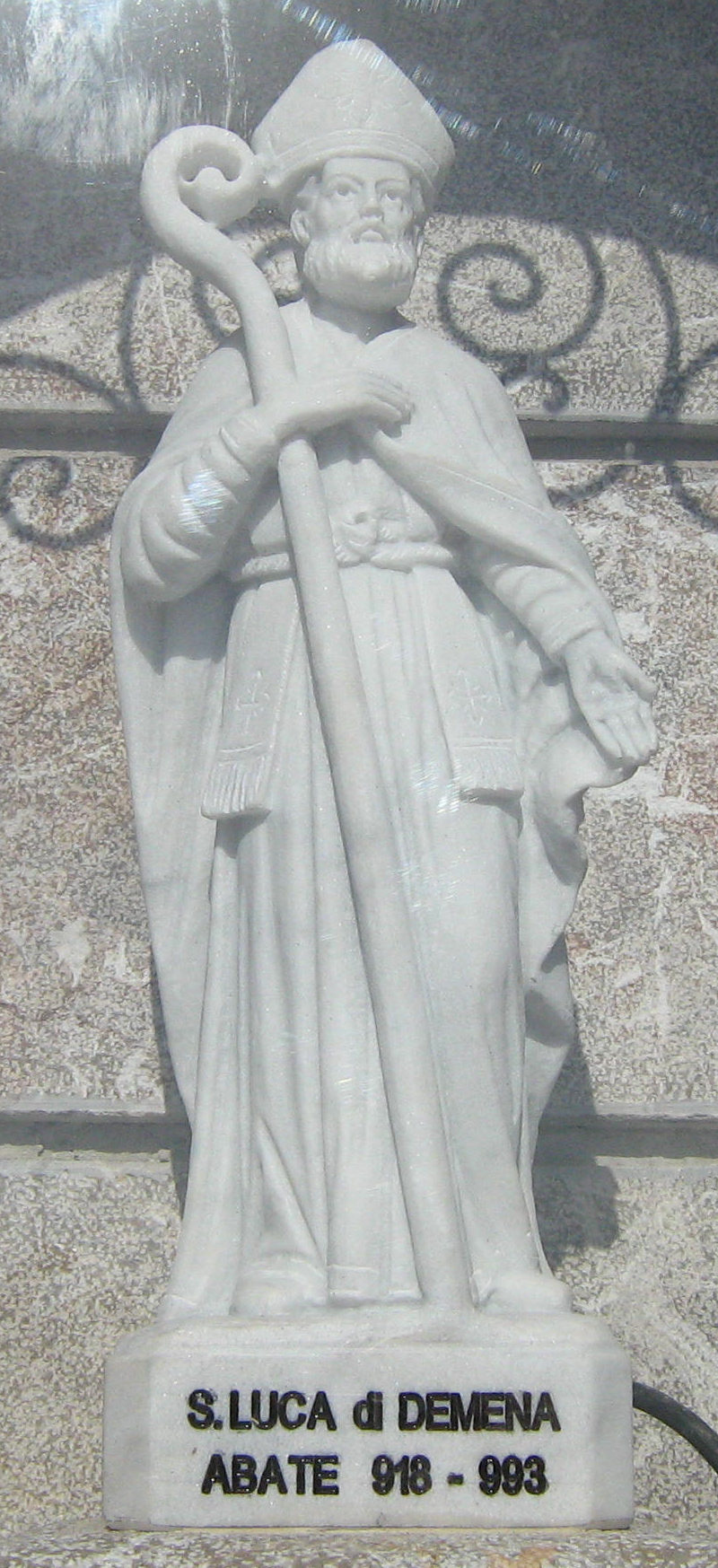
Capitello di San Luca di Demenna

## Geografia antropica

### Suddivisioni storiche
Il vasto territorio di Alcara, ora abbastanza disabitato ma in passato interessato da un insediamento sparso legato all'agricoltura ed alla pastorizia presenta, un gran numero di toponimi riferite a contrade agricole o specifici luoghi, interessanti per la loro difficile etimologia. Una ricerca accurata permetterebbe da una parte di documentare un aspetto di storia del territorio legato alla sola tradizione orale e che comunque minaccia di sparire nella memoria collettiva e dall'altra di dare conto della complessita delle trasformazioni storico-linguistiche che hanno interessato quest'area dei Nebrodi.
Ecco un elenco non esaustivo ed in via di ampliamento:
- Mangalavite: Sembra da riferirsi al termine greco-bizantino di manglabites che indicava un grado piuttosto elevato dell'esercito e della guardia imperiale. Pertanto la contrada doveva essere un fondo assegnato in premio ad un alto ufficiale. Questo non era infrequente soprattutto in una zona di confine come fu a lungo l'area tra Taormina, Maniace e S.Marco duramente contesa per decenni tra Bizantini e Arabi. Verga nel suo "Mastro Gesualdo" chiama "feudo di Mangalavite" uno dei possedimenti del protagonista, ma comunque il toponimo è presente anche nella Sicilia meridionale.
- Papaleo: Papa o papas era ed è ancora il termine che utilizza la lingua greca per indicare il prete e pertanto il toponimo si riferisce senz'altro ai possedimenti di un prete ortodosso dal nome di Leone, del tutto comune in tutta l'area bizantina. Da non dimenticare che fino al XIV secolo la religione più diffusa sui Nebrodi, in Salento ed in Calabria (dove rimangono delle isole cosiddette grecaniche) era quella greco-ortodossa e solo lentamente il rito latino appoggiato dalle autorità prese il sopravvento. Il clero ortodosso poteva sposarsi e possedere beni (come a tutt'oggi) e pertanto questa conferma il carattere prediale del toponimo. Del tutto infondato il riferimento ad un'origine alcarese del Papa Leone II.
- Calanna. Il toponimo è presente sia in Sicilia (Bronte) sia in Calabria. Il significato più probabile dovrebbe derivare dalla radice pre-latina kal o dalla parola araba kalat che significano entrambe "roccia" e quindi il significato (appropriato) dovrebbe essere luogo roccioso o simile. Molto meno probabile sembra la derivazione dal greco Kalanna che è un nome proprio femminile di persona derivato da Anna.
- Calamoni. Possiamo considerare che l'etimologia sia incerta. Si potrebbe far risalire all'arabo Kal-at-Munach che significa fortilizio di sosta o dipendere dalla radice kalat vista sopra. Si nota che il toponimo è presente sull'appennino tosco-emiliano, in Umbria, in Sardegna ed in Campania, oltre che in Sicilia e spesso riferito a luoghi ricchi d'acqua (lago, rio, ponte). Tuttavia il significato più probabile è quello che fa riferimento al greco calamon[25] cioè "canneto" in quanto si adatta alla natura dei luoghi.
- Ciraseri e Vignazza non presentano difficoltà etimologiche essendo riferite a colture agricole
- Lemina. Si vorrebbe che derivasse da Demenna, la mitica città bizantina sulle montagne dei Nebrodi. Qui si propone un significato alternativo, seppure ipotetico, dal latino "limina" cioè "confini" in quanto contrada posta ai confini del territorio della comunità.
- Macchiazza e Cannizzuni fanno riferimento alla vegetazione spontanea dei luoghi.
- S. Fantino. Il nome di questa, come di altre, località conferma l'impronta bizantina che ebbe questo territorio nell'alto Medioevo. Si tratta infatti del nome di due santi della chiesa greco-ortodossa, entrambi calabresi: il primo, più conosciuto, fu un monaco del IV secolo, ed il cui culto si diffuse in tutto l'oriente fino a Venezia; il secondo fu un eremita del X secolo. Pertanto il luogo doveva essere sede di una qualche chiesa o cappella votiva, dedicata ad uno di questi due santi della tradizione greca.
- S.Giorgi
- Carbuncolo
- Curateri
- Murà
- Cammara
- Bacco
- Baratta
- Lanzeri
- Mangione
- Pascì
- Crasto

## Amministrazioni
Sindaci durante il Regno d'Italia
- 1860 Mileti Nicolò Sindaco
- 1861 – 1863 Frangipane Giuseppe Sindaco
- 1863 Savoia Antonio Commissario
- 1864 – 1870 Bartolo Gentile Giuseppe Sindaco
- 1870 Mileti Nicolò Sindaco
- 1871 Galvagno Pietro Commissario
- 1872 – 1876 Bartolo Gentile Giuseppe Sindaco
- 1876 – 1878 Gentile Giovanni Sindaco
- 1878 – 1880 Bartolo Giuseppe Sindaco
- 1880 – 1884 Bartolo Artale Giuseppe Sindaco
- 1884 – 1891 Ciuppa Celestino Sindaco
- 1891 Rosso Alfonso Commissario
- 1892 – 1895 Bartolo Giuseppe Sindaco
- 1895 Spampinato Carlo Commissario
- 1896 Costa Quartarone Domenico Commissario
- 1897 Strocchi Roberto Commissario
- 1898 – 1900 Lanza Giuseppe Sindaco
- 1900 – 1913 Mileti Giuseppe Sindaco
- 1913 – 1919 Bartolo Giuseppe Sindaco
- 1919 Ceraolo Vincenzo Commissario
- 1919 Di Battista Decio Commissario
- 1920 Miceli Salvatore Commissario
- 1920 – 1922 Mileti Salvatore Sindaco
- 1923 Ciofalo Antonio Commissario
- 1924 Coco Giuseppe Commissario
- 1924 – 1926 Sirna Francesco Commissario
- 1926 – 1930 Lanza Salvatore Podestà
- 1930 – 1931 Miceli Giuseppe Commissario
- 1931 – 1932 Lo Presti Crisostomo Commissario
- 1932 – 1936 Satullo Gaetano Podestà
- 1936 – 1939 Aquino Salvatore Podestà
- 1939 Mazza Luigi Commissario
- 1939 – 1941 Lipari Gioacchino Commissario
- 1941 – 1944 Satullo Gaetano Podestà
- 1944 Urso Pietro Commissario
- 1944 Conti Giovanni Commissario
- 1944 Di Bartolo Francesco Commissario
- 1945 – 1946 Di Bartolo Francesco Sindaco

Sindaci durante la Repubblica
- 1946 – 1949 Lanza Salvatore Sindaco
- 1949 – 1950 Morelli Gaetano Sindaco
- 1950 L'Abbate Giuseppe Commissario
- 1951 – 1952 Scafidi Francesco Commissario
- 1952 – 1956 Rundo Nunzio Sindaco
- 1956 – 1960 Spinello Angelo Sindaco
- 1960 – 1970 Rundo Giuseppe Sindaco
- 1970 - 1975 Satullo Nicolò Sindaco
- 1975 - 1980 Rundo Giuseppe Sindaco
- 1980 - 1988 Spinello Angelo Sindaco
- 1989 Commissario
- 1989 – 1993 Lombardo Ignazio Sindaco
- 1993 – 1998 Pirronello Giuseppe Sindaco
- 1998 – 2002 Lombardo Ignazio Sindaco
- 2002 – 2007 Vasi Antonino Sindaco
- 2007 – 2012 Spinello Giuseppe Sindaco
- 2012 – 2017 Vaneria Nicola Sindaco
- 2017 - in carica Dottore Ettore

### Altre informazioni amministrative
Il comune di Alcara Li Fusi fa parte delle seguenti organizzazioni sovracomunali: regione agraria n.2 (Nebrodi nord-occidentali).

## Sport
Ha sede nel comune la società di calcio A.C.D. Alcara 1987 militante in Seconda Categoria.